# Konstantin Tchernychov
Pour les articles homonymes, voir Tchernychov et Thernychov.
Konstantin Thernychov est un joueur d'échecs professionnel et un entraîneur d'échecs russe né le 11 juin 1967 à Voronej, grand maître international depuis 2000

## Biographie
Konstantin Thernychov est né et a grandi à Voronej. Ses parents travaillaient dans la "chimie" - à l'usine de caoutchouc synthétique du nom de S.M. Kirov.
Il a appris à jouer de son père à quatre ans. À l'âge de 14 ans, en tant que champion du Spartak chez les juniors de la RSFSR, il entre à l'école de l'ancien champion du monde Tigran Petrossian. L'entraîneur principal de l'école était Aleksandr Nikitine (l'entraîneur de Kasparov). Thernychov voulait devenir un bon entraîneur. Après avoir servi dans l'armée (division Kantemirovskaya), Il a commencé à combiner mes études à l'université avec un travail d'enseignant dans une école d'échecs.
Thernychov est membre du Comité régional de Voronej du parti communiste russe. Il écrit dans la section d'échecs du journal Pravda du parti communiste russe.

## Carrière aux échecs
Konstantin Thernychov reçut le titre de maître international en 1993. Dans les années 1990, il remporte de nombreux tournois internationaux de différents niveaux, dont des compétitions majeures à Budapest (en 1999), Dresde (en 1994), Pardubice (en 1999), Prešov (en août 1999), Cracovie. Il devient grand maître international en 2000.
Il finit 1er-8e de l'open de Cappelle-la-Grande en 2008 avec 7 points sur 9 (Vugar Gashimov vainqueur au départage).
En 2001, il finit quatrième ex æquo du championnat de Russie d'échecs et remporte le mémorial Steinitz à Prague avec 7 points sur 9.
En 2010, il finit 1er-4e de l'Open de Moscou, vainqueur grâce à un meilleur départage avec 7 points sur 9 et une performance Elo de 2 726 points, devant Ievgueni Bareïev, Lê Quang Liêm et Ernesto Inarkiev.
Il gagne les tournois First Saturday de mai 2005, de novembre 2006 et d'octobre 2014. En 2015, 2016 et 2018, il remporte la Tenkes Cup à Harkány en Hongrie.
Thernychov a publié en 2022 : Cognitive Chess - Improving Your Visualization and Calculation Skills, Russell.